# 야기촌 (지바현)
야기촌(八木村)은 1889년 4월 1일부터 1951년 4월 1일까지 존재했던 지바현 히가시카쓰시카군의 촌이다. 현재의 나가레야마시 중부, 동부에 위치한다.

## 역사
- 1889년 4월 1일 - 정촌제 시행에 의해 히가시카쓰시카군 야기촌이 성립하였다.
- 1951년 4월 1일 - 히가시카쓰시카군 나가레야마촌과 합병해, 에도가와정이 되었다.

## 교통

### 철도
- 도부 철도 노다 선

### 도로
- 모리야 가도